# Solenanthus kokanicus
Solenanthus kokanicus är en strävbladig växtart som beskrevs av Eduard August von Regel. Solenanthus kokanicus ingår i släktet Solenanthus och familjen strävbladiga växter. Inga underarter finns listade i Catalogue of Life.